# جانوس كيناز
جانوس كيناز (بالإنجليزية: Janus kinase)‏ هي عائلة من كينازات التيروزين داخل الخلايا وغير المستقبلات التي تنقل إشارات السيتوكين عبر مسار تأشير جاك-ستات. سُمُّوا في البداية بـكيناز آخر فقط 1 و 2 (حيث أنهما كانا مجرد اكتشافين من بين العديد من الاكتشافات في شاشة كيناز قائمة على تفاعل البوليمراز المتسلسل)، ولكن نُشِرَتْ في النهاية باسم جاموس كيناز. الاسم مأخوذ من إله الأساطير الرومانية ذو الوجهين للبداية والنهايات والازدواجية يانوس لأن JAKs تمتلك مجالين شبه متطابقين لنقل الفوسفات. يعرض أحد المجالات نشاط كيناز، بينما ينظم الآخر نشاط كيناز بشكل سلبي.